# Isòtops de l'alumini
L'Alumini (Al) té múltiples isòtops. Però tan sols l'27Al que és (estable) i l'26Al que és(radioactiu amb un t1/2 = 7.2 × 10⁵ anys)ocorren naturalment, no obstant l'27Al té una abundància natural de 99.9+ %. La massa atòmica estàndard és 26.9815386(8) u. L'26Al es produeix a partir de l'argó de l'atmosfera per espal·lació causada per protons de raigs còsmics. Els isòtops de l'alumini tenen aplicació pràctica en investigacions sobre els sediments marins, nòduls de manganès, gel glacial, quars en roques, i meteorits. La ràtio d'26Al a ¹⁰Be s'ha usat per estudiar el rol del transport de sediments, deposició i erosió en escales de temps de 10⁵ a 10⁶ anys.
26Al cosmogènic es va aplicar per primera vegada en estudis de la Lluna i de meteorits. Els fragments de meteorits, després de despendre's dels cossos originals, s'exposen a un intens bombardeig de raigs còsmics durant el seu viatge a través de l'espai, causant una producció substancial de 26Al. En caure a la Terra, l'atmosfera protegeix els fragments de meteorits de produir més 26Al, i la seva desintegració es pot usar per determinar l'edat terrestre del meteorit. La recerca sobre els meteorits ha mostrat que l' 26Al era relativament abundant en els primers temps de la formació del nostre sistema planetari. La majoria dels meteoricistes creuen que l'energia alliberada per la desintegració de l'26Al fou responsable de la fusió i diferenciació d'alguns asteroides després de la seva formació ara fa 4.550 milions d'anys.

## Taula
| símbol del núclid | Z(p)                | N(n)                | massa isotòpica (u) | Període de semidesintegració | Espín nuclear | Composició isotòpica representativa (fracció molar) | Rang de variació natural (fracció molar) |  |
| símbol del núclid | Energia d'excitació | Energia d'excitació | Energia d'excitació | Període de semidesintegració | Espín nuclear | Composició isotòpica representativa (fracció molar) | Rang de variació natural (fracció molar) |  |
| ----------------- | ------------------- | ------------------- | ------------------- | ---------------------------- | ------------- | --------------------------------------------------- | ---------------------------------------- |  |
| 21Al              | 13                  | 8                   | 21.02804(32)#       | <35 ns                       | 1/2+#         |                                                     |                                          |  |
| 22Al              | 13                  | 9                   | 22.01952(10)#       | 59(3) ms                     | (3)+          |                                                     |                                          |  |
| 23Al              | 13                  | 10                  | 23.007267(20)       | 470(30) ms                   | 5/2+#         |                                                     |                                          |  |
| 23mAl             |                     |                     |                     | ~0.35 s                      | #79           |                                                     |                                          |  |
| 24Al              | 13                  | 11                  | 23.9999389(30)      | 2.053(4) s                   | 4+            |                                                     |                                          |  |
| 24mAl             | 425.8(1) keV        | 425.8(1) keV        | 425.8(1) keV        | 131.3(25) ms                 | 1+            |                                                     |                                          |  |
| 25Al              | 13                  | 12                  | 24.9904281(5)       | 7.183(12) s                  | 5/2+          |                                                     |                                          |  |
| 26Al              | 13                  | 13                  | 25.98689169(6)      | 7.17(24)E+5 a                | 5+            |                                                     |                                          |  |
| 26mAl             | 228.305(13) keV     | 228.305(13) keV     | 228.305(13) keV     | 6.3452(19) s                 | 0+            |                                                     |                                          |  |
| 27Al              | 13                  | 14                  | 26.98153863(12)     | STABLE                       | 5/2+          | 1.0000                                              |                                          |  |
| 28Al              | 13                  | 15                  | 27.98191031(14)     | 2.2414(12) min               | 3+            |                                                     |                                          |  |
| 29Al              | 13                  | 16                  | 28.9804450(13)      | 6.56(6) min                  | 5/2+          |                                                     |                                          |  |
| ³⁰Al              | 13                  | 17                  | 29.982960(15)       | 3.60(6) s                    | 3+            |                                                     |                                          |  |
| 31Al              | 13                  | 18                  | 30.983947(22)       | 644(25) ms                   | (3/2,5/2)+    |                                                     |                                          |  |
| ³²Al              | 13                  | 19                  | 31.98812(9)         | 31.7(8) ms                   | 1+            |                                                     |                                          |  |
| 32mAl             | 955.7(4) keV        | 955.7(4) keV        | 955.7(4) keV        | 200(20) ns                   | (4+)          |                                                     |                                          |  |
| 33Al              | 13                  | 20                  | 32.99084(8)         | 41.7(2) ms                   | (5/2+)#       |                                                     |                                          |  |
| 34Al              | 13                  | 21                  | 33.99685(12)        | 56.3(5) ms                   | 4-#           |                                                     |                                          |  |
| 35Al              | 13                  | 22                  | 34.99986(19)        | 38.6(4) ms                   | 5/2+#         |                                                     |                                          |  |
| 36Al              | 13                  | 23                  | 36.00621(23)        | 90(40) ms                    |               |                                                     |                                          |  |
| 37Al              | 13                  | 24                  | 37.01068(36)        | 10.7(13) ms                  | 3/2+          |                                                     |                                          |  |
| 38Al              | 13                  | 25                  | 38.01723(78)        | 7.6(6) ms                    |               |                                                     |                                          |  |
| 39Al              | 13                  | 26                  | 39.02297(158)       | 7.6(16) ms                   | 3/2+#         |                                                     |                                          |  |
| 40Al              | 13                  | 27                  | 40.03145(75)#       | 10# ms [>260 ns]             |               |                                                     |                                          |  |
| 41Al              | 13                  | 28                  | 41.03833(86)#       | 2# ms [>260 ns]              | 3/2+#         |                                                     |                                          |  |
| 42Al              | 13                  | 29                  | 42.04689(97)#       | 1 ms                         |               |                                                     |                                          |  |